# Northrop Grumman X-29

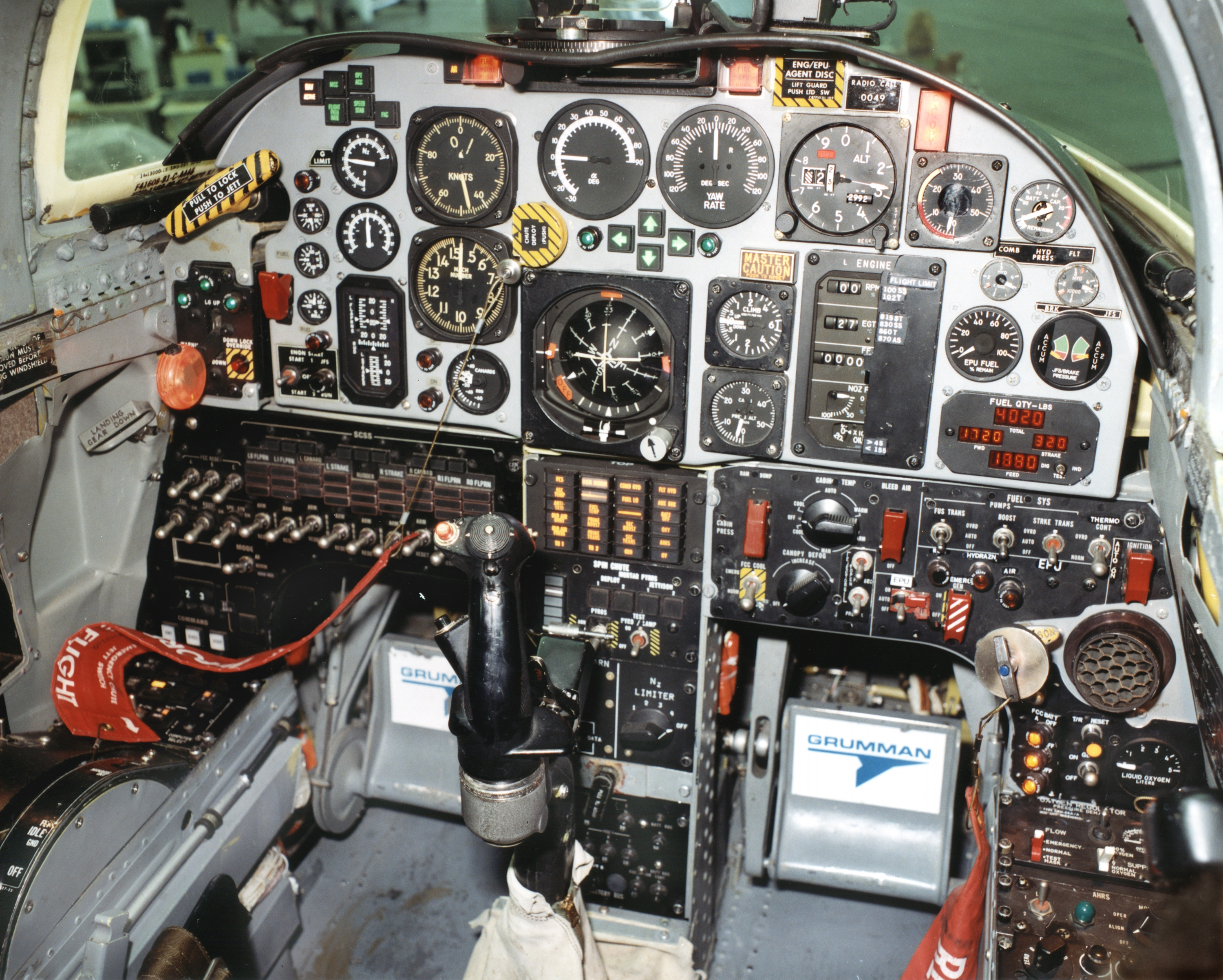
В кабине X-29

Grumman X-29 — американский самолёт-прототип с обратной стреловидностью крыла, разработанный корпорацией Grumman Aerospace (сейчас – Нортроп Грумман) в 1984 году. Всего было построено, по заказу Агентства по перспективным оборонным научно-исследовательским разработкам (DARPA), два экземпляра.

## История создания
Данный экспериментальный самолёт был создан в попытке поиска новых путей развития военной авиации и в связи с открывшимися технологическими возможностями в области электроники и композитных материалов.  Сама идея подобной машины возникла у Агентства по перспективным оборонным научно-исследовательским разработкам в 1977 году.  По разным соображениям в качестве разработчика и изготовителя была выбрана фирма Grumman, которая получила в декабре 1981 году контракт стоимостью 87 млн долл. на производство двух самолётов. 
Лётный экземпляр самолёта был готов к лету 1984 года
Теоретически, использование крыла обратной стреловидности на высокоманевренном истребителе позволяет получить ряд существенных преимуществ для такого типа машин: увеличение допустимых угла атаки и угловой скорости разворота, снижение лобового сопротивления, улучшение компоновочной схемы самолёта; причём все эти качества проявляются тем сильнее, чем больше угол обратной стреловидности.  Таковое улучшение лётных характеристик объясняется отсутствием срыва потока с концевых частей крыла за счёт смещения воздушного потока на крыле обратной стреловидности к его корневой части. 
Однако, например, специалисты советско-германского ОКБ-1 в Дессау, всесторонне испытывая в послевоенные годы два трофейных экземпляра немецких Ju-287, в рамках программы «Entwicklungs Flugzeug» («экспериментальный самолет»), не сумели выявить решающих преимуществ схемы и столкнулись с некоторыми нерешаемыми на тот момент времени проблемами.  Программа была закрыта, а специалисты ЦАГИ пришли к выводу о нежелательности применения крыла обратной стреловидности в самолётостроении. Одним из доводов было увеличение статической неустойчивости самолёта с таким крылом в полёте на высоких скоростях.
  
Долгое время самолётов с таким крылом никто не строил, за исключением 47 экземпляров пассажирского HFB-320 Hansa Jet с крылом относительно небольшой обратной стреловидности.  Но появление в конце 70-х годов в США эффективных систем компьютерного управления полетом «Fly-by-Wire» позволило именно американцем вновь вернуться к подобной концепции.  С целью экспериментального подтверждения теоретических соображений и был сконструирован X-29.
Самолёт был выполнен по схеме «утка» с цельноповоротным передним горизонтальным оперением (ПГО) трапециевидной формы и крылом отрицательной стреловидности (–30°). Корневая часть крыла в своей хвостовой части переходит в удлинённый наплыв, который заканчивается закрылками, включёнными в систему постоянного аэродинамического управления самолётом. Крыло, выполненное по двухлонжеронной схеме с обшивкой из композиционных материалов, имеет относительное удлинение 4, коэффициент сужения 0,4 и массу 363 кг на каждую плоскость.  Передняя часть фюзеляжа с кабиной заимствована от F-5; средняя часть фюзеляжа, моторама под один двигатель, центроплан и вертикальное оперение – уникальной разработки; шасси – от F-16; двигатель – от F-18.
Самолёт расчётно предполагался статически неустойчивым и в полёте управлялся с помощью цифровой триплексной электродистанционной системы, обеспечивавшей минимальное балансировочное сопротивление на всех режимах полёта. «Триплексная» система подразумевала три аналоговых компьютера, каждый из которых мог самостоятельно пилотировать самолёт, а управляющие решения принимались методом голосования этих компьютеров, что позволило выявлять как ошибки самих программ, так и проблемы в конструкции.  
ПГО, флапероны и хвостовые закрылки отклонялись с помощью вышеуказанной системы по непрерывному закону управления в зависимости от скорости полёта и угла атаки (уместной аналогией для понимания будет сравнение с эквилибристом, идущим по натянутому тросу и вынужденному постоянно балансировать).  Отказ управляющей электроники означал потерю контроля над самолётом и абсолютную невозможность полёта в режиме планера.
Для расширения программы испытаний фирма Grumman к 1989 году построила второй экземпляр самолёта с плоским соплом двигателя и изменяемым по тангажу вектором тяги. Управление системой изменяемого вектора тяги была совмещено с общей системой управления полётом и поддержания устойчивости.
C 1984 до 1991 год две построенные машины выполнили, в общей сложности, 242 полёта. Однако, программа X-29A расценивается в США как неудачная.

## История полетов
К декабрю 1984 года первый X-29 прибыл на авиабазу ВВС США Эдвардс, в Калифорнии.
На модернизированных самолётах F-5 сменили серийные номера: 82-0003 вместо 63-8372 и 82-0049 вместо 65-10573.
14 декабря 1984 года шеф-пилот фирмы Нортроп Чак Сьювелл (Chuck Sewell) в первый раз поднял в воздух Х-29А.
Испытания самолёта проводились с участием Агентства по перспективным оборонным научно-исследовательским разработкам и Национального управления США по аэронавтике и исследованию космического пространства (НАСА).
Ровно за один день до годовщины первого полета, 13 декабря 1985 года, впервые в истории, на самолёте с обратной стреловидностью крыла, в горизонтальном полете был преодолен звуковой барьер. Таким образом, Х-29А официально является первым сверхзвуковым самолётом с обратной стреловидностью крыла.
Через четыре месяца после первого испытательного полета началась программа испытаний под эгидой НАСА.
Х-29 доказал высокую надёжность, управляемость, высокие летные качества и к августу 1986 года их привлекли к исследовательской программе НАСА по полетам  продолжительностью более 3 часов.
Ко времени прекращения полетов первого экземпляра в 1986 году, он совершил 242 полета. В дальнейших полетах участвовал только образец №2, который дооборудовали и использовали для исследований сверхманёвренности с углами атаки до 67°.
C 1987 года самолёт Х-29А серийный номер 82-0003 выставлен в общедоступной экспозиции Национального музея ВВС США на авиабазе Райт-Паттерсон (Wright-Patterson Air Force Base), около города Дейтон, в штате Огайо.

## Технические характеристики
По данным: NASA и центра аэрокосмических исследований им. Драйдена:
• Экипаж: один пилот 

• Полезная нагрузка: 1 810 кг. 

• Длина: 14,7 м. 

• Размах крыла: 8,29 м 

• Высота: 4,26 м. 

• Площадь крыла: 17,54 м² 

• Вес пустого: 6 260 кг. 

• Максимальный взлетный вес: 8 070 кг 

• Двигатели: 1 турбореактивный Дженерал Электрик F404, тяга 7 250 кг.с. 

• Максимальная достигнутая скорость: Maх 1,8 (2,203км/ч)
• Дальность: 560 км 

• Практический потолок: 16 800 м.